# Parque Metropolitano El Recreo
El Parque Metropolitano El Recreo se encuentra ubicado al sur-occidente de Bogotá en la localidad de Bosa de Bogotá, Colombia. Específicamente entre la carrera 100 y 105 y Calles 69A y 71 Sur.
Igual que el Parque Urbano El Virrey, su diseño es de parque lineal el cual en un futuro se integrará al llamado Parque Lineal del Río Bogotá además de la Alameda El Recreo, la Alameda Cundinamarca y el paseo peatonal del Canal Santa Isabel. El diseño longitudinal del parque permite la protección ambiental del canal de la zona junto a un corredor peatonal, se estima que su longitud total será de un kilómetro y medio aproximadamente.
Este se caracteriza por amplias zonas verdes, canchas múltiples y juegos infantiles. Es administrado por Instituto Distrital de Recreación y Deporte (IDRD) quien organiza actividades recreativas para apoyar las carencias de las zonas urbanas que los rodean. En totalidad el parque está conformado por La alameda El Recreo, el campo de fútbol El Porvenir, la plazoleta Los Pinos, del Jazmín y de los Cauchos. Además cuenta con la Plazoleta de Eventos y los parques Santa Fe y las Margaritas.